# Manzana

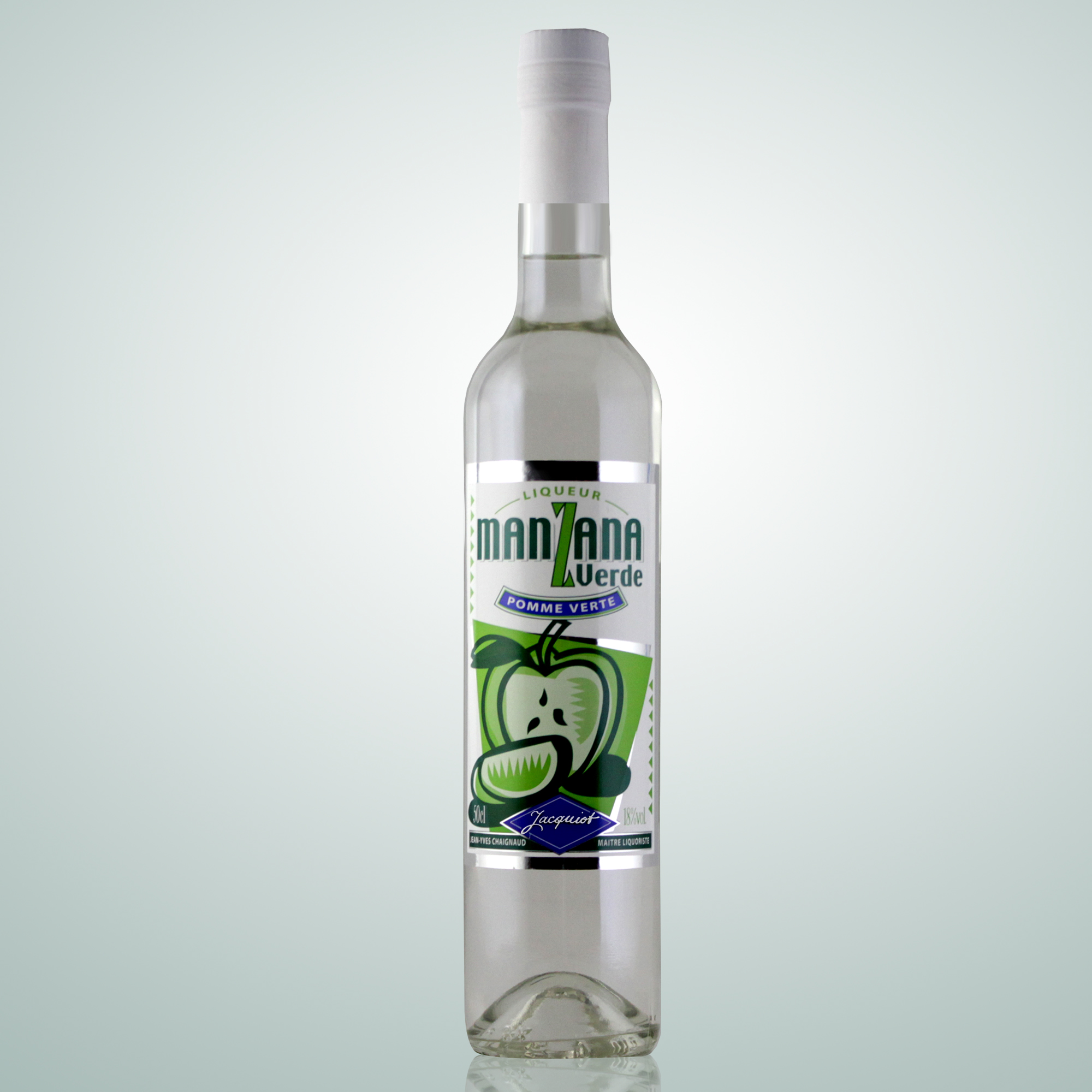
Manzana Verde

Manzana (hiszp. jabłko), inaczej zwany manzana verde lub manzanita – słodki likier jabłkowy o hiszpańskich korzeniach (Kraj Basków) wykonany najczęściej z dzikich zielonych jabłek. Zawiera od 15% do 20% alkoholu.